# Детальное текстурирование
Детальное текстурирование (англ. Detail mapping) — программная техника в трёхмерной компьютерной графике, которая позволяет улучшить детализацию текстур на близком расстоянии от камеры. Конечный результат создаёт иллюзию использования текстуры огромного разрешения.
При приближении камеры к полигональной модели текстура становится размытой. В случае достаточного объема свободной памяти размытие может быть устранено увеличением разрешения текстуры. Однако хранение каждой текстуры в огромном разрешении не является практичным решением. Детальное текстурирование решает проблему другим путём:
- Базовая текстура оставляется в разумном среднем разрешении
- Создаётся детальная текстура с крупномасштабным изображением мелких деталей (отдельные травинки, галька, структура древесины и т. д.)
- Полученная текстура обесцвечивается
- Фильтром верхних частот удаляется всё, кроме самых мелких деталей
- Фильтром коррекции гистограммы устанавливается средняя яркость на уровне 0.5
- Обе текстуры смешиваются в пиксельном шейдере
- Перед смешиванием текстурные координаты детальной текстуры масштабируются, чтобы детальная текстура повторялась в несколько раз чаще базовой
- Для снижения заметности повторений детальной текстуры масштаб выбирается нецелочисленным
- Цвет базовой текстуры умножается на цвет детальной, умноженный на 2 (для сохранения исходной яркости)

## Пример исходного кода шейдера
```
    
const
 
float
 
detailRepeat
 
=
 
7.5
;

    

    
float4
 
color
 
=
 
tex2D
(
TextureSampler
,
 
input
.
uv
);

    
float4
 
detail
 
=
 
tex2D
(
DetailSampler
,
 
input
.
uv
 
*
 
detailRepeat
);

    

    
color
.
rgb
 
*=
 
detail
 
*
 
2
;

```